# Heimbachaue
Heimbachaue ist ein mit Verordnung des Regierungspräsidiums Karlsruhe vom 22. Juni 1985 ausgewiesenes Naturschutzgebiet mit der Nummer 2.080.

## Lage
Das Naturschutzgebiet liegt im Naturraum Obere Gäue im Tal des Heimbaches zwischen Wälde und Betzweiler. Es grenzt im Westen und Norden an das Landschaftsschutzgebiet Nr. 2.37.046 Mittleres Heimbachtal.

## Geschichte
Zentrum des Schutzgebiets ist eine ehemalige Fischteichanlage. Die Anlage wurde renaturiert, indem die Betonwände der Becken eingerissen und zwei Teiche mit Flachwasserzonen und unregelmäßigen Ufern geschaffen wurden. Ein dritter Teich wurde im Süden des Gebiets angelegt, um die Besucher des Naturschutzgebietes von der Kernzone fernzuhalten.

## Schutzzweck
Laut Verordnung ist der Schutzzweck
- den Landschaftsraum des mittleren Heimbachtales in seiner naturnahen Form und Ausstattung zu erhalten;
- die Feuchtgebiete wie Teiche, Weiher, Wasserläufe, Röhrichte und Feuchtwiesen zu sichern und zu entwickeln;
- die künstlichen Gewässer als wesentliche Lebensräume wiedereinzugliedern;
- die nassen und trockenen Wiesen im Hinblick auf ihre Artenvielfalt zu erhalten und zu pflegen;
- die teilweise strukturarmen und monotonen Gehölzbestände zu verbessern und zu bereichern;
- die an die unterschiedlichen Standorte angepassten, z. T. gefährdeten Pflanzen- und Tierarten zu erhalten und nachhaltig zu fördern.

## Flora und Fauna
Im Gebiet gibt es ansehnliche Bestände des Großen Klappertopfs, des Breitblättrigen und des Kleinen Knabenkrauts. An den Teichen können Eisvogel und Wasserfledermaus beobachtet werden.